# Căluș
El Căluș es un baile folklórico tradicional, hoy en día, existente especialmente en el sur de Rumania. Călușari (/kə.lu'ʃarʲ/) es la palabra rumana para designar a los participantes de dicho baile. El Căluș se asemeja al baile inglés Morris, en cuanto a la coreografía (aunque el Căluș es mucho más antiguo), al significado de la danza ritualística con las espadas, y los trajes, y se considera que influenció el oeste de Europa desde la antigua Dacia (en España, más tarde en Inglaterra) vía los celtas o los godos. 
De punto de vista etimológico, la palabra es probablemente derivada de la palabra rumana "cal" ("caballo"), que a su vez proviene del latín, aunque un "căluș" también sirve para cubrir la boca de alguien. Esta tradición se puede encontrar también entre los valacos de Serbia y Bulgaria, y fue introducida en el folklore de Bulgaria con el mismo nombre (escrito en alfabeto latino "Kalushar"/"Kalushari"). 
El ritual del Căluș fue proclamado en 2005 e inscrito en 2008 en la Lista representativa del Patrimonio Cultural Inmaterial de la Humanidad de la Unesco.

## Orígenes
Se considera que el baile fue derivado de un ritual precristiano de fertilidad y un rito de la primavera, y se decía que trae fortuna, salud y felicidad a los pueblos en donde se baila. Otros consideran que origina de la antigua veneración indo-europea del caballo. Es posible que se mezclaran varias tradiciones a lo largo de la historia. Por ejemplo, según algunos, los "călușari" también tienen poderes curativos. El baile se organiza en algunos lugares con una semana antes del Pentecostés, con propósito catártico. 
Las fuentes más viejas de atestación del baile son las notaciones musicales de Ioan Căianu (siglo XVII), y también su mención en la Descriptio Moldaviae de Dimitrie Cantemir (1714).

## Descripción
El "căluș" es un baile masculino en grupo, aunque en Oltenia existían algunas tradiciones que incluían a una o dos jóvenes en el baile, pero ahora han desaparecido. 
Los bailantes llevan pantalones y túnicas blancas, con cintas coloreadas en sus goros. A sus tobillos llevan campanillas, y los bailes incluyen el uso de palos guardados en posición vertical, o apoyándose en el suelo. 
Como otros tipos similares de bailes, en muchas tradiciones los "călușari" incluyen también a un "loco" "nebun" o "mudo". 
El baile incluye los siguientes elementos: 
- Al principio los bailantes se "pasean" (plimbări), marcando el ritmo del baile, en un círculo, moviéndose en sentido contrario al de las agujas del reloj.
- Movimientos más complejos (mișcare) durante la marcación de los pasos.
- Las figuras resultan de una combinación de elementos, a menudo con una estructura comienzo-mitad-final.

## Bailes similares
Otros bailes en grupo que originan de bailes rituales se pueden encontrar a lo largo de los Cárpatos y en Transilvania. Las variantes transilvanas como el Trilișești o el Țânțăroiul de Moldavia, o los Bărbătescul y De sărit de Maramureș, incluyen solamente las características básicas del baile, mientras que los De bâtă, Haidău, y Fecioreasca de Transilvania son muy similares al Călușari, con la adición posterior de elementos más complejos. 